# Lynne Dawson
Lynne Dawson (Iorque, 1956) é uma soprano Inglesa.
Teve grande destaque através de sua performance como solista em "Libera Me" do Requiem de Verdi, no funeral da princesa Diana, em setembro de 1997. 
Lynne Dawson tem mais de setenta e cinco CDs em seu catálogo de gravação pessoal mais um show variado e repertório operístico.
Estudou na Guildhall School of Music e na Britten-Pears School em Suffolk, com os professores Rae Woodland, Gerald Moore e Peter Pears. Fez sua estréia profissional em 1986 como Condessa em Le Nozze di Figaro (Kent Opera). 
Dawson é uma das sopranos mais versátil e popular da Inglaterra, é professora de canto, no Royal College of Music, na Universidade de York e no Leeds College of Music.
. .

## Discografia selecionada

### CDs
- L'Orfeo, Monteverdi (with English Baroque Soloists/His Majestys Sagbutts and Cornetts/John Eliot Gardiner), Archiv (1987)

- Passio, Pärt (with Western Wind Chamber Choir/Paul Hillier), ECM (1988)

- The Fairy Queen, Purcell (with Les Arts Florissants/William Christie), Harmonia Mundi (1989)

- Ein Deutsches Requiem, Brahms (with London Classical Players/Roger Norrington), EMI (1993)

- Messiah, Handel (with Choir of King's College, Cambridge/Brandenburg Consort/Stephen Cleobury), Argo (1994), live recording on Brilliant Classics and Regis Records

- A Midsummer Night's Dream, Mendelssohn (with Susanne Mentzer/Peter Hall Company/Rotterdam Philharmonic Orchestra/Jeffrey Tate), EMI (1992)

- Orfeo ed Euridice, Gluck (with La Grande Ecurie et La Chambre du Roy/Jean-Claude Malgoire), Auvidis (1994)

- Riders to the Sea, Vaughan Williams (with Northern Sinfonia/Richard Hickox), Chandos (1995)

- Ariodante, Handel (with Les Musiciens du Louvre/Marc Minkowski), Archiv (1997)

- Zaïde, Mozart (with Academy of Ancient Music/Paul Goodwin), Harmonia Mundi (1998)

- On This Island (with Malcolm Martineau), Hyperion (2001)

- Dido and Aeneas, Purcell (with Orchestra of the Age of Enlightenment/René Jacobs), Harmonia Mundi (2001)

- Hercules, Handel (with Les Musiciens du Louvre/Marc Minkowski), Archiv (2002)

- My Personal Handel Collection (with Lautten Compagney/Wolfgang Katschner), Berlin Classics (2003)

- Voyage à Paris: Chansons françaises (with Julius Drake), Berlin Classics (2005)

### DVDs
- Messiah (1993)
- The Queen (2006)